# 가시정
가시정(일본어: 香椎町)은 일본 후쿠오카현 가스야군에 설치되었던 정이다. 1955년 2월 1일 가시정, 다타라정 등 2개 정이 후쿠오카시에 편입합병되고 폐지되었다.

## 같이 보기
- 히가시구 (후쿠오카시)